# La Pandilla (Ecuador)
La Pandilla fue un grupo ecuatoriano de música pop, formado en 1983 en Quito.

## Inicios y trayectoria
Pablo Noboa, Miguel Castillo, Dimitri Unda, Marcelo Vallejo y Marco Martínez,  vecinos del céntrico barrio La Recoleta de Quito y estudiantes del colegio Montúfar, conforman el Grupo La Pandilla un 2 de julio de 1983. Ese mismo año graban su primer álbum Tierra mojada al que seguiría En libertad, con el aporte musical de Julio Cármenes y Jorge Peñaherrera como manager, del que promocionan los temas "Tanto tiempo" y "Solo por ti", con gran éxito en Ecuador y también en Colombia.
En 1987 graban el disco Cómo cambia la vida que incluye los temas "Estoy llorando", "Una historia importante", "Prestame un minuto", "Como imaginarlo" y otros, que alcanzan difusión en varios países de Sudamérica.
Su discografía continúa con 2 discos sencillos con los temas "Cuando amo, yo amo" y "Cuenta conmigo".
En 1990 Pablo Noboa (voz líder y principal compositor) renuncia al grupo para iniciar una carrera en solitario, lanzando en 1991 el álbum ¡Viviré!. Poco tiempo más tarde, el grupo decide separarse.

## Regreso
En 2002,  el lanzamiento del disco La Pandilla, 16 super éxitos editado por Ifesa, incentivó que los integrantes fundadores del grupo decidan retornar a los escenarios. Tras presentarse en varias ciudades de Ecuador y Estados Unidos, el grupo edita La Pandilla, el Retorno, con 7 éxitos reeditados y 5 temas inéditos.
Esta etapa llega a su fin en febrero de 2018, período en que dos de sus fundadores, Pablo y Dimitri fueron acompañados por nuevos integrantes: Benjamín Gallardo, Pete Castillo, Michael Pantaleon, Luis Eguiguren, César Gallo, Jofre Alcivar y Alejandro Erazo.

## En la cultura popular
La banda quiteña de rock Cacería de Lagartos grabó una nueva versión del tema "Estoy llorando" de La Pandilla, como parte de su álbum No Cover de 2004.

## Discografía
- Tierra mojada (1983)
- En libertad (1985)
- Cuando amo, yo amo (single, 1988)
- Cuenta conmigo (single, 1989)
- Como cambia la vida (1987)
- La Pandilla, 16 súper- éxitos. (2001)
- La Pandilla: Tanto Tiempo, el retorno (2003)
- La Pandilla: Grandes Éxitos (2004)
- La Pandilla: Tanto Tiempo, el retorno (2005)
- La Pandilla: El adiós (2009)
- La Pandilla: 2012 (2012)
- La Pandilla: 30 años (2013)
- Por siempre (2014)